# Penanae
Penanae is een bestuurslaag in het regentschap Bima van de provincie West-Nusa Tenggara, Indonesië. Penanae telt 3549 inwoners (volkstelling 2010).